# TREE CLIMBERS
TREE CLIMBERS（ツリー クライマーズ）は、木村カエラのメジャー7枚目のシングルで、コロムビアミュージックエンタテインメントから2006年9月6日に発売。

## 解説
- 「TREE CLIMBERS」は、2ndアルバム『Circle』発売に伴って行われたライブツアーで度々披露され、この年の春からはモード学園のCMソングとしても知られていた曲である。
- 「TREE CLIMBERS」のミュージック・ビデオ（島田大介監督）にはBEAT CRUSADERSが出演している。BEAT CRUSADERSのシングル「TONIGHT,TONIGHT,TONIGHT」と同日発売し、木村が同曲のミュージック・ビデオにも出演している。また、彼らは次のシングル「Snowdome」で作曲を手がけている。
- カップリング曲「ワニと小鳥」はNIRGILISの岩田アッチュが手掛けている。
- サザンオールスターズの桑田佳祐が自身の番組「桑田佳祐の音楽寅さん 〜MUSIC TIGER〜」内の「寅さんが選んだ21世紀ベストソング20」の1位にこの曲を挙げた。

## 曲目
全作詞：木村カエラ（特記以外）
1. TREE CLIMBERS
  - 作詞・作曲：渡邊忍
  - モード学園CMソング（本人は声のみでCM出演）
2. ワニと小鳥
  - 作曲：岩田アッチュ
3. TREE CLIMBERS（instrumental）
4. ワニと小鳥（instrumental）

## 収録アルバム
- Scratch (#1,2)
- 5years (#1)
- 10years (#1,2)